# Trompe de chasse
Ne doit pas être confondu avec cor de chasse.
 (juin 2010).
La trompe de chasse est un instrument de musique français en laiton ou bronze, de la famille des cuivres, en partie analogue au cor naturel. 
La trompe s'utilise notamment dans la vénerie, où elle a supplanté au cours du XVIIe et du XVIIIe siècle des instruments rudimentaires de communication cynégétique, faits de cornes d'animaux, de bois puis de cuivre, qui signalaient par des sons simples, les cornures, les différentes situations pendant la chasse.  
La pratique musicale de la trompe s'est affranchie de son origine cynégétique, et depuis au moins le XIXe siècle, la plupart des sonneurs ne sont pas membres d'équipages de chasse à courre. Même si les fanfares de chasse (des airs brefs servant à signaler les différentes circonstances d'une chasse) font toujours partie du répertoire usuel de presque tous les sonneurs, on a composé depuis le XIXe siècle une abondante musique pour trompe sans rapport avec la chasse.
En 2015, le ministère de la Culture et de la Communication français a validé la reconnaissance de « l’art des sonneurs de trompe » au patrimoine culturel immatériel de la France.

## Historique

### Au Moyen Âge
Avant de se servir d'un instrument pour encourager les chiens ou pour appeler ses compagnons de chasse, l'homme se contentait nécessairement de sa voix : cris, appel, huées, plus ou moins scandés, plus ou moins modulés ont constitué la première musique de chasse.
Au Moyen Âge, on appelait trompeors les sonneurs de trompe ou de trompette, qui furent baptisés par la suite trompeurs en France et trompetters en Belgique. Le cor a servi au Moyen Âge à corner guerre comme corner menée à la chasse ; dans le château on cornait le jour, l’eau, l’assiette, etc.
Les cors monotones variaient les sons avec des mots courts et des mots longs, et ceux qui avaient plusieurs notes sonnaient du grêle ou du gros ton. En 1730, Claude-Henry Feydeau de Marville, marquis de Dampierre disait indifféremment cor ou trompe, et cela changea seulement avec d’Yauville qui n’employa plus que l’expression trompe pour désigner la trompe de Lebrun, modèle 1729, aujourd'hui la Dampierre.

### Sous Louis XIV
La trompe à un tour et demi comporte deux modèles, le modèle de 1680 et celui de 1689. Le premier fut utilisé tout d’abord par la Vénerie de Louis XIV en 1680. C’est une trompe circulaire à un tour et demi de 0,48 m de diamètre, de 2,27 m de longueur déployée. Cette trompe est en ut. Les tubes ont 12 millimètres de diamètre et le pavillon 14 centimètres et demi de diamètre, le tour est renforcé par une bordure en cuivre montrant une « guirlande » ou « dentelle » en creux, le tout est surmonté de petits ornements représentant un coquillage en plein, caractéristique de l’époque de Louis XIV. L’extrémité du premier tube se termine dans un manchon, dans lequel s’encastre une branche d’embouchure mobile à laquelle l’embouchure était alors soudée. À cette époque, on ne connaissait pas encore bien le repoussage au tour, ni le planage, que Maurice de Raoulx allait bientôt inventer. Cette trompe est martelée à la main, tous les coups de marteau se voient. Le second modèle de trompe est de 1689. Il présente les modifications suivantes : le manchon a été supprimé ; la branche d’embouchure est soudée au premier tube et est maintenue par un tenon, de même que le pavillon ; l’embouchure n’est plus généralement soudée à la branche d’embouchure, elle est mobile ; le pavillon a 0,22 m de diamètre.

### Sous Louis XV

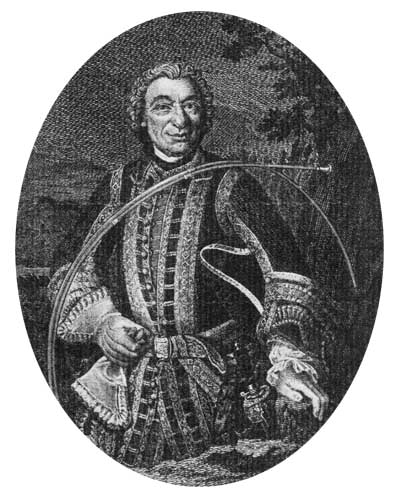
Le marquis de Dampierre portant une de ses trompes.

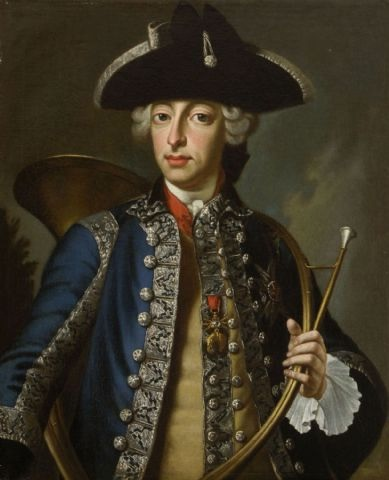
Maximilien III Joseph de Bavière portant une trompe de chasse (XVIIIe siècle).

Deux modèles de trompes apparaissent sous Louis XV. Le premier modèle du marquis de Dampierre fait son apparition officielle en août 1723. Il a 4,05 m de longueur déployée et 0,72 m de diamètre environ. Cette trompe en ré est fort douce à sonner, mais très embarrassante à tenir, vu son énorme diamètre, qui a rapidement provoqué son remplacement. Le second modèle est celui de 1729 et il a subi de grandes modifications ; la longueur déployée est de 4,545 m et elle est enroulée à deux tours et demi. Le diamètre est d’environ 0,60 m. Lebrun, fournisseur du Roi, a lancé cette trompe en 1729 au moment de la naissance du Dauphin et l’a baptisée pour cette raison La Dauphine. Ce modèle a été utilisé jusqu'en 1814, mais il a reçu en 1831 la dénomination de trompe Dampierre ou « à la Dampierre ». 
En 1817 apparaît la demi-trompe à trois tours et demi. Ce modèle fut exécuté par Raoulx et son successeur. Notons cependant que son pavillon a été perfectionné par un ouvrier nommé Périnet, qui a découvert par des essais successifs quel était le modèle le plus favorable à l’émission du son (1855). En 1831 se généralise cette trompe dite à la d'Orléans (trompe utilisée aujourd'hui).
Tous les écrits connus sur la trompe de chasse font état de l'apparition de cette nouvelle trompe à la suite d'une commande de 40 « demi-trompes » par le Duc d'Orléans, or, on connaît une quinzaine de trompes enroulées sur 3 tours et demi antérieures à cette commande.

## La trompe, instrument de chasse
L'action de chasse est accompagnée de sonneries de trompe (fanfares) qui permettent aux veneurs de communiquer entre eux et avec les chiens.
La trompe de chasse a été adoptée par la vénerie française sous le règne de Louis XV et l'influence de son maître de vénerie, Marc-Antoine de Dampierre.
Depuis lors, la trompe de chasse est indissociable de la vénerie. Elle lui doit sa signification et son développement.
La pratique de la trompe est maintenue par tous les veneurs, dont elle est l'instrument de communication à la chasse, mais aussi par des artistes qui savent la porter à la perfection.
Les premières fanfares de chasse remontent à 1723 où le marquis de Dampierre Marc-Antoine écrivit les premières des quelque 6 000 fanfares qui constituent aujourd'hui un patrimoine musical exceptionnel (d'après le recueil de fanfares de chasse de la Fédération Internationale des Trompes de France, Philidor l'Aîné avait publié la « Retraite prise » en 1705 et « La Sourcillade » devenue « La Vue » en 1707 ou 1709).
Les veneurs sonnent des fanfares « de circonstance » pour faire connaître les péripéties de la chasse dont ils sont témoins.
Ainsi :
- le « bien-aller » indique que les chiens chassent « en bonne voie »,
- le « débuché » que la meute est en plaine et se dirige vers un autre massif forestier,
- le « bat-l'eau » que l'animal de chasse est dans un étang ou une rivière,
- la « vue » que l'animal de chasse est vu par le sonneur.

Au cours de la « curée », étape de la chasse consistant à dépecer l'animal abattu pour laisser les chiens le dévorer, on sonne à nouveau les fanfares sonnées au cours de la chasse de manière à en rappeler les épisodes. Puis, pendant que les chiens « font curée », on sonne d'autres fanfares dédiées aux équipages (quatuor du Rallye Trompes de Paris), aux veneurs présents et aux personnalités.

## La trompe, instrument festif

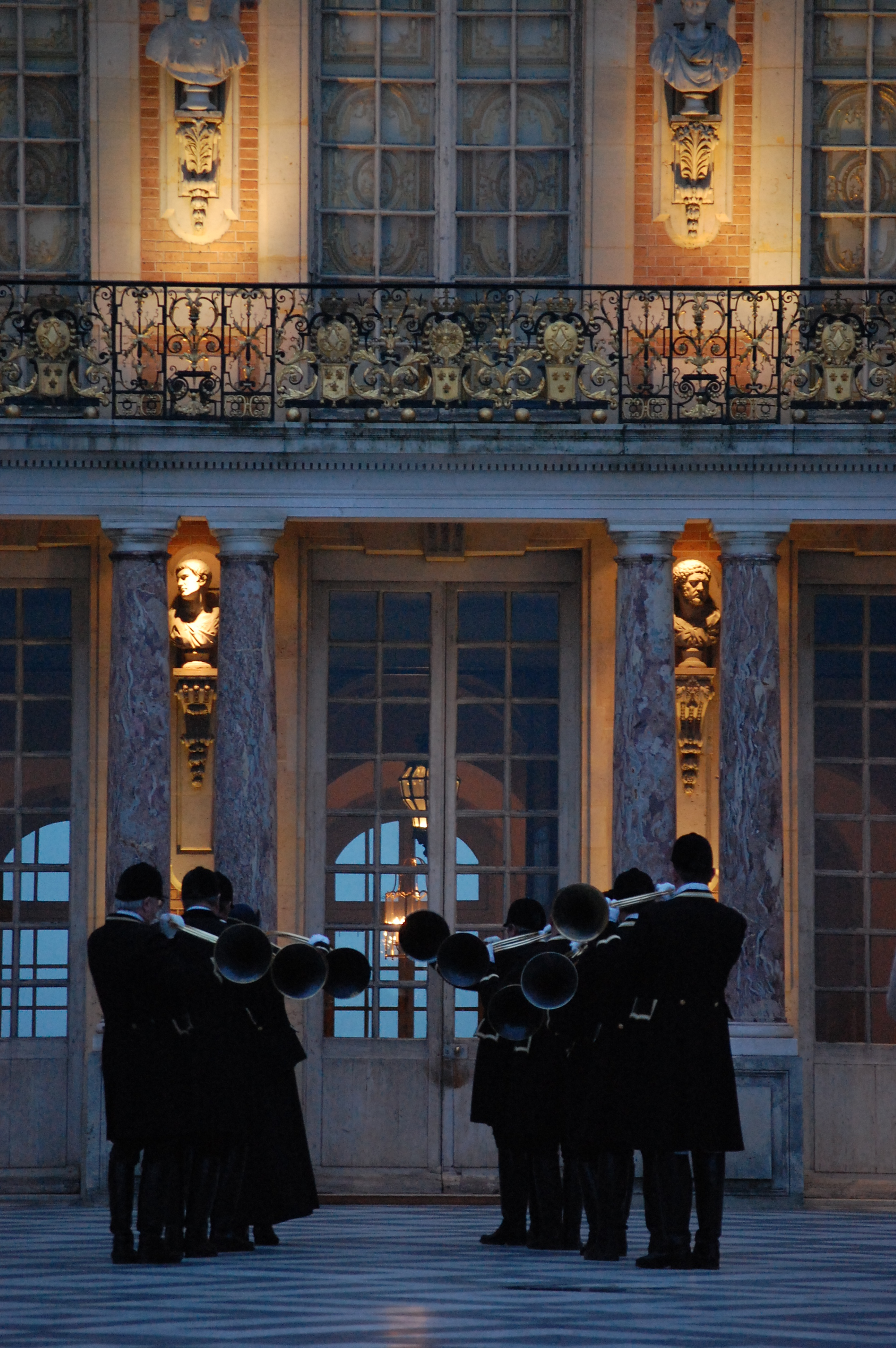
Équipage sonnant dans la cour de marbre du château de Versailles.

La trompe est un instrument traditionnel du Carnaval de Paris. 
Le recul du Carnaval de Paris, la plus grande fête parisienne, qui renaît depuis 1993, avec la Promenade du Bœuf Gras, a amené le recul de sa pratique dans les rues de Paris. Son usage, en temps normal, y est interdit depuis 1832.
Aujourd'hui, les sonneurs, à Paris, se donnent rendez-vous sous le pont d'Iéna, ou partout ailleurs, le jour de la Fête de la musique.
« Le jeudi de la Mi-Carême » 
« Cors, cornes et cornets »
« Le jeudi de la Mi-Carême est le jour par excellence des sonneurs de cors et des fanatiques du cornet. Les amateurs de cor de chasse qui, traqués par l'autorité, vont d'habitude étudier en sourdine dans des caves profondes et lancer en chœur des notes étouffées, sont tous en liesse. »
« Fi des caves et des lieux déserts ; les fenêtres peuvent s'ouvrir grandes ; les portes n'ont plus besoin de verrous, la rue est aux sonneurs de trompes, hallali, vivent les cors de chasse ! »
« Personne ne se plaindrait de ce triomphe de la musique chère aux veneurs, personne ne récriminerait contre le son du cor, si la folle jeunesse parisienne n'avait pas, elle aussi, l'habitude d'emboucher le cornet pour célébrer la fête des blanchisseuses. »
« Nous les connaissons tous et trop ces lugubres cornes en grès aux sons rauques et agaçants. »
« Ces horripilants ustensiles coûtent à peine deux ou trois sous ; or, le gamin de Paris se priverait plutôt de pain que de corne ; il lui faut pousser ses hurlements ce jour-là ; imiter les appels désespérés du tramway, et, le cornet aux lèvres, étourdir les passants et faire concurrence à Wagner. »

## Différences avec le cor de chasse
- La trompe de chasse est accordée en ré, a une longueur de 4,545 mètres et est premièrement destinée à la chasse à courre. Elle doit son nom à Philidor[Lequel ?] qui l'appela ainsi en 1705. Le rythme des fanfares de chasse est principalement le 6/8 tayauté (ex. une noire à la trompe se sonne piquée-tayautée).

- Le cor de chasse est accordé en mi bémol et n'est pas utilisé à la chasse mais en musique militaire. La différence visible est la coulisse d’accord (petit tube intérieur modifiant la tonalité), sur la branche d’embouchure.

## Instrument

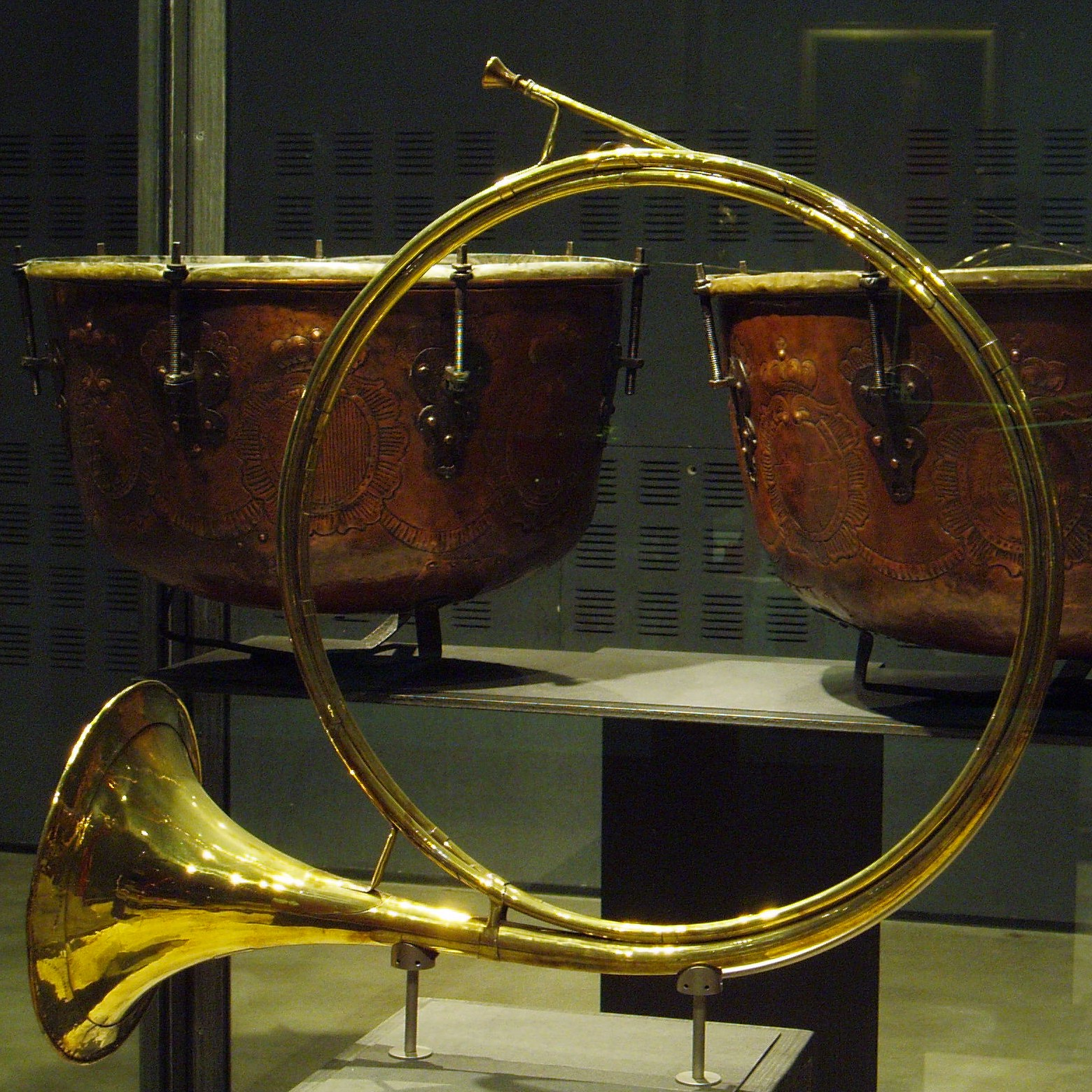
Trompe du milieu du XVIIIe siècle.

### Différents modèles
| Nom                 | Longueur | Enroulement     |
| ------------------- | -------- | --------------- |
| La Dampierre (1729) | 4,545 m  | 1 tour et demi  |
| La Dauphine         | 4,545 m  | 2 tours et demi |
| La d'Orléans (1814) | 4,545 m  | 3 tours et demi |

L'instrument utilisé et sonné aujourd'hui (à la d'Orléans) est le même depuis 1814, année où le duc d'Orléans Louis-Philippe commanda à la maison Périnet 50 trompes pour son équipage. Cette trompe d'un développé linéaire de 4,545 mètres, est enroulée à trois tours et demi.
Signalons encore la « trompe à la Maricourt », dite parfois aussi «trompe à lièvre», trompe de 4,545 m, enroulée sur 6 à 9 tours et demi, dont certaines, très rares, comportent un pavillon ovale.
La longueur de l'instrument fait que sa tonalité est en ré, quel que soit le modèle.

### Embouchure

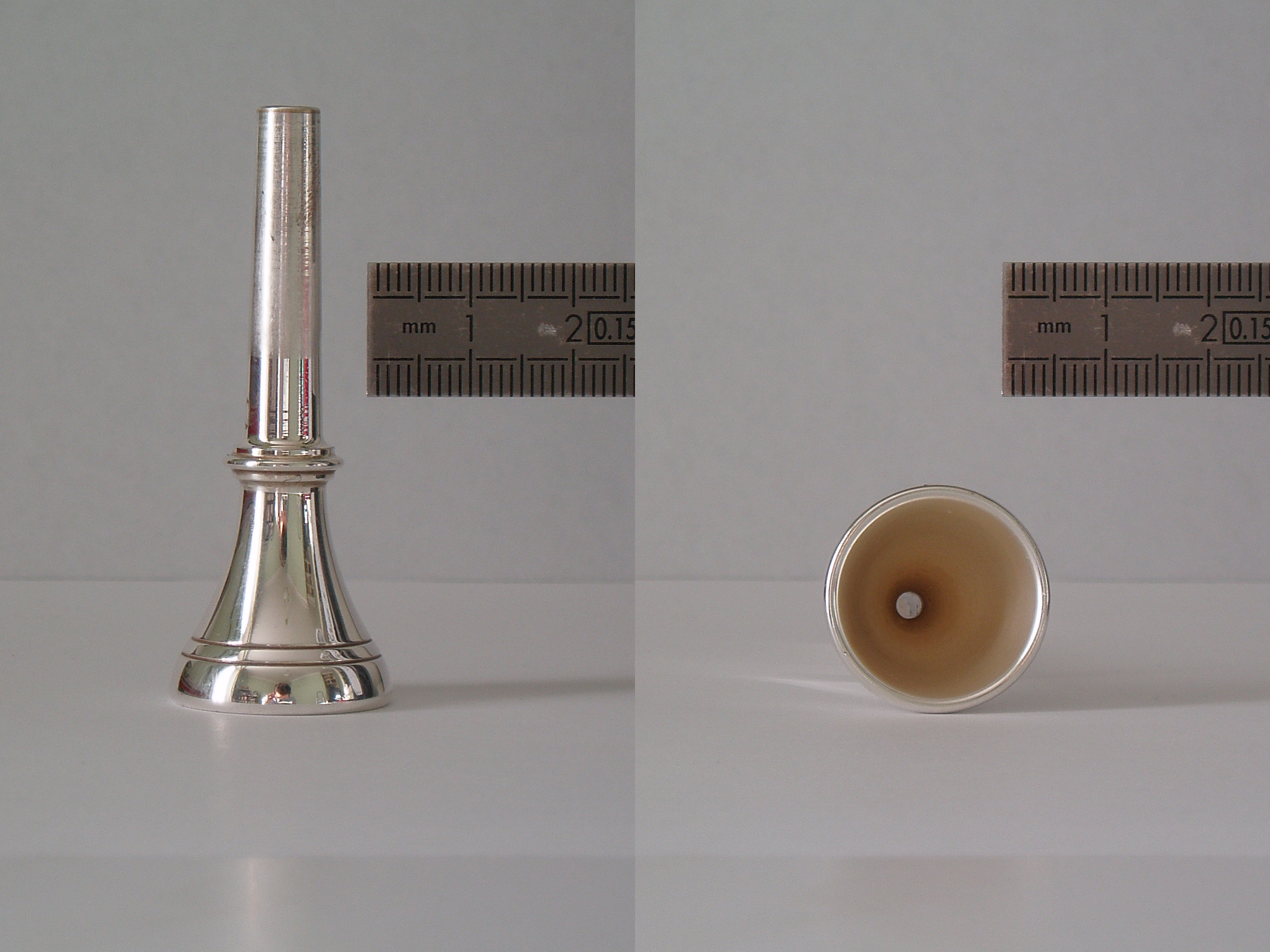
Embouchure de trompe de chasse Milliens (modèle 07)

D’abord fixée à la branche d’embouchure, l'embouchure devint mobile en 1689, mais il faut attendre 1830 pour en trouver dans le commerce trois tailles différentes. Les dimensions actuelles ont été réglées par le professeur Cléret, et c’est lui, et non Périnet, qui a réglé la profondeur du bassin à 0,032 m.

### Tube d'entraînement pour embouchure
D'une longueur de 9 cm, le tube d'entraînement pour embouchure de trompe de chasse, produit un son proche de l'instrument. Breveté en 2013 par Nicolas Poidevin, cette mini branche d'embouchure conique pour embouchure d’instrument à vent permet de s'entraîner tout en retrouvant les mêmes appuis qu'une trompe de chasse.

## Musique

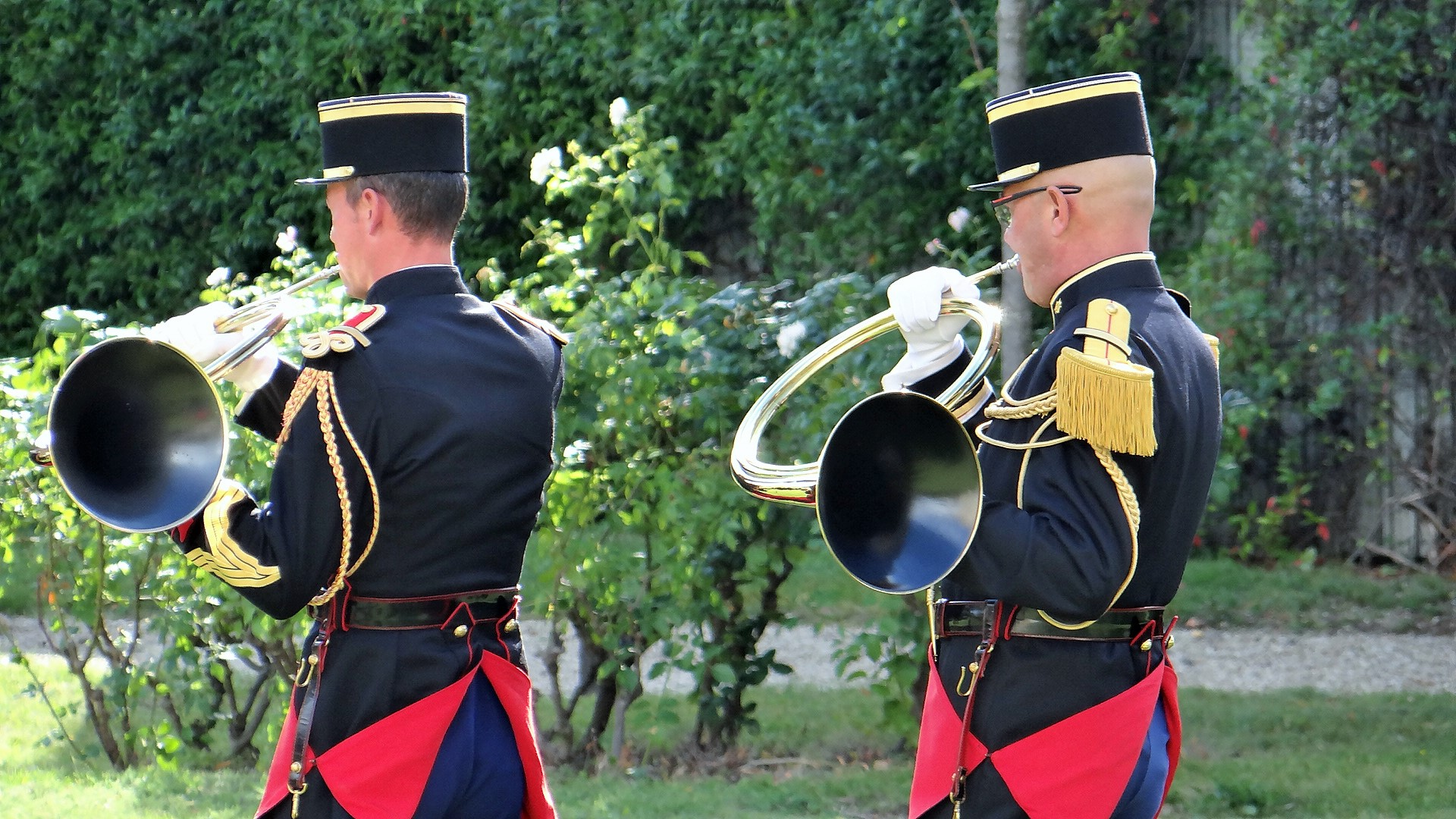
Trompes de chasse de la Garde républicaine.

Aujourd'hui, plus de 6 000 fanfares sont recensées.

### Styles
La musique destinée à la trompe peut se séparer en trois grands groupes :
- La vénerie, où les fanfares sonnées correspondent à des animaux de chasse ou à des circonstances de la chasse,
  - Les fanfares d'animaux, permettant de signaler quel animal est chassé
  - Les fanfares de circonstances qui indiquent les péripéties d'une chasse
  - Les fanfares de maîtres et d'équipages, destinées à honorer des équipages ou responsables d'équipages de vénerie.
  - Les Fanfares de lieu-dit ou de forêts
- Les fantaisies, qui peuvent honorer des personnes ou des événements particulières.
- La trompe liturgique.

La pratique actuelle de la trompe peut se faire en solo, duo, trio, quatuor ou groupes.
La trompe peut être sonnée en forté, en mi-trompe ou en radouci.
Une gamme chromatique quasiment complète couvrant 3 octaves et demi peut être obtenue en bouchant le pavillon à la main.
Certains morceaux, tels l’Ave maria de Schubert ou Trumpet Tune de Purcell, peuvent être sonnés accompagnés à l'orgue. D'autres, comme l'Amazone, de Tyndare, se sonnent accompagnés au piano.
Enfin, la pratique de la trompe en groupe a permis de s'intéresser aux différentes harmonisations possibles, entre les chants (premiers pupitres, chargés d'exécuter la mélodie), les secondes, les troisièmes et les basses. Un exemple est fourni dans un CD répertoriant l'intégralité des fanfares des équipages de Cerf par le Quatuor du Rallye Trompes de Paris : Le Courre du Cerf au XXIe siècle.

### Répertoires
Parmi les morceaux de vénerie, les plus joués sont :
- La Saint-Hubert
- La mort du vieux limier

Parmi les fantaisies, on peut citer :
- Le printemps de (ou à) Novel
- Ninon
- Fanchon

## Principaux facteurs
- Cornélius, fondé par Gilbert Cornélius en 1999
- Couesnon, fondé par Auguste Guichard en 1827[9].
- Fraize & Marques
- Maurice Heinrich
- Milliens, fondé en 1894 (aujourd'hui Millienson)
- Périnet, fondé par François Périnet en 1829.
- Nicolas Poidevin, fondé en 2013[10].
- Pierre de Surrel, fondé par Pierre de Surrel en 1988

## Art des sonneurs de trompe
Si sonner la trompe est une pratique à l’origine liée à la pratique de la chasse, elle a au fil du temps gagné son indépendance pour voir aujourd'hui évoluer des sonneurs dans tous autres cadres. L’art de sonner la trompe n’est pas un savoir-faire exclusivement français, on retrouve une forte activité de sonneurs en Suisse, en Allemagne, en Italie et au Benelux. Quelques sonneurs sonnent également la trompe en Grande-Bretagne, Pologne, Canada, États-Unis et Maroc.
Les sonneurs français sont réunis au sein d’une fédération, la Fédération Internationale des Trompes de France (FITF). Cette dernière a pour rôle de « rassembler les sonneurs ou amateurs de trompe de tous pays ; accueillir ses membres dans les stages et les concours ; faire connaître et développer la trompe auprès du grand public ; préserver et enrichir son patrimoine culturel ; perpétuer une tradition ». La FITF met en place les concours de sonneurs, dont le Championnat de France de trompe et le Concours de sociétés. En dehors de ses rassemblements, les sonneurs pratiquent dans de cérémonies locales, également à la demande de particuliers.
Le rendez-vous principal des sonneurs est la Saint-Hubert, saint patron des veneurs, le 3 novembre. Ils sonnent alors ensemble, selon un répertoire très précis. 
L'art musical des sonneurs de trompe, une technique instrumentale liée au chant, à la maîtrise du souffle, au vibrato, à la résonance des lieux et à la convivialité est inscrit sur la liste représentative du patrimoine culturel immatériel de l'humanité par l'UNESCO en décembre 2020.

### Art de sonner la trompe

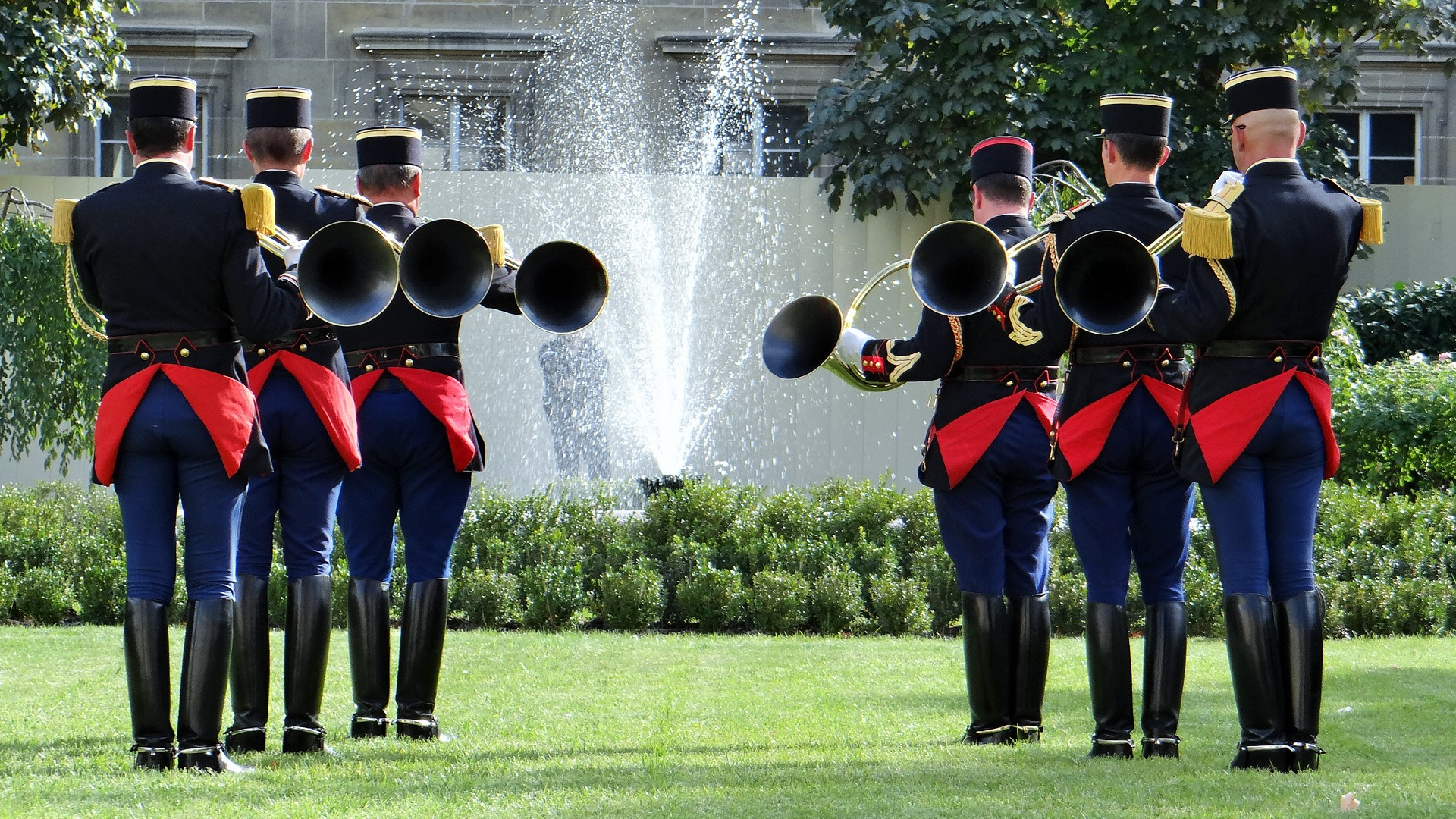
Sonneurs de la Garde Républicaine

Sonner la trompe est une pratique qui comporte beaucoup de spécificités. Tout d’abord, les sonneurs ne répètent que très rarement les morceaux en sonnant, pour ne pas fatiguer les lèvres qui sont soumises à rude épreuve lors des démonstrations. Ils le font généralement en chantant les morceaux.
Autre spécificité des sonneurs de trompe : leur tenue. Lorsqu'ils sonnent en public, les sonneurs doivent porter la tenue de vénerie ou la tenue d’une société. Elle est composée d’une cape ou casquette, cravate de chasse, veste, culotte, bottes de cheval ou bas. Cette obligation est devenue au fil du temps une coutume appréciée des sonneurs, qui peuvent à cette occasion représenter avec fierté leur société ou leur équipage, mais aussi leur appartenance à la grande communauté des sonneurs de trompe.
Les représentations de sonneurs se font également d’une façon particulière. La trompe est le seul instrument pour lequel la pratique se fait dos au public. Les sonneurs doivent également adopter des positions particulières pour sonner : ils sont disposés en V, trompe tournée légèrement à l’intérieur pour regrouper les sons. Le meneur est celui qui se trouve à la pointe du V. 
Mais la pratique de sonneur de trompe ne se résume pas à la démonstration. Son origine est bien sûr conservée et les sonneurs sonnent encore seuls lors des chasses à courre. La pratique ne relève alors plus de la démonstration mais a une véritable fonctionnalité. De là est né un répertoire spécifique pour la chasse, connu de tous les participants. La trompe devient le moyen de dialoguer entre eux à des distances importantes, la portée de l’instrument étant largement supérieure à la voix humaine. 
Ce répertoire a inspiré celui des démonstrations. Celle-ci relève de plusieurs genres : répertoire religieux et répertoire laïque. Ce dernier est appelé « fantaisie » (le répertoire de chasse à courre est appelé « fanfare ») et regroupe près de 2 000 morceaux, conçus pour la plupart entre le XIXe siècle et le XXe siècle. La pratique instrumentale de la trompe de chasse est si spécifique que les sonneurs n’empruntent quasiment jamais de morceaux dans le répertoire d’autres instruments.

## Grands champions de trompe de chasse duXXIesiècle
- Pierre Dornez - 6 fois champion international
- Xavier Legendre - 6 fois champion international
- Benoit Garnier - 6 fois champion international

### Champions de France (chant)
- 2021 : Flavien Chagnoux (Sully-sur-Loire)
- 2019 : Florian Naslin (Lamotte-Beuvron)
- 2018 : Anthony Simon (Divonne-les-Bains)
- 2017 : Arnaud Desgranges (Lamotte-Beuvron)
- 2016 : Nicolas Oiry (Lamotte-Beuvron)
- 2015 : Xavier Diacquenod  (Sully-sur-Loire)
- 2014 : Julien Vernon (La Teste-de-Buch)
- 2013 : Bertrand Boudier (Thilouze)
- 2012 : Guillaume Bizieux (Romorantin)
- 2011 : Laurent Besnault (Le Lion-d'Angers)
- 2010 : Charles Velot (La Roche-Posay)
- 2009 : Nicolas Dromer (La Roche-Posay)
- 2008 : Bertrand Bourgeois (La Roche-Posay)
- 2007 : Guyaume Vollet (Châteauroux)
- 2006 : Antoine Baudrier (Sully-sur-Loire)
- 2005 : Nicolas Moreau (Forges-les-Eaux)
- 2004 : Jérôme Amelot (Selongey)
- 2003 : Benoist Pipon (Pompadour)
- 2002 : Guillaume Caucat (Forges-les-Eaux)
- 2001 : Nicolas Bon (Vichy)
- 2000 : Maxime Dupuis (Romorantin)
- 1999 : Pierre Charpentier (Vittel)
- 1998 : Didier Tanchoux (Romorantin)
- 1997 : Alexis Van Damme (Le Lion-d'Angers)
- 1996 : Dominique Poidevin (Romorantin)
- 1995 : Pascal Bouclet (Divonne-les-Bains)
- 1994 : Jacky Boutin (Chantilly)
- 1993 : Antoine de La Rochefoucauld (Romorantin)
- 1992 : Dimitry Donders (Pompadour)
- 1991 : Benoît Garnier (Romorantin)
- 1990 : Arnaud Poisson (Reims)

### Champions internationaux (chant)
- 2021 : Nicolas Dromer (Sully-sur-Loire)
- 2019 : Guyaume Vollet et Nicolas Dromer (Lamotte-Beuvron)
- 2018 : Guyaume Vollet (Divonne-les-Bains)
- 2017 : Guyaume Vollet (Lamotte-Beuvron)
- 2016 : Nicolas Dromer (Lamotte-Beuvron)
- 2015 : Guyaume Vollet (Sully-sur-Loire)
- 2014 : Guillaume Bizieux (La Teste-de-Buch)
- 2013 : Nicolas Dromer (Thilouze)
- 2012 : Guillaume Bizieux (Romorantin)
- 2011 : Nicolas Dromer (Le Lion-d'Angers)
- 2010 : Guillaume Caucat (La Roche-Posay)
- 2009 : Guillaume Caucat (La Roche-Posay)
- 2008 : Bertrand Bourgeois (La Roche-Posay)
- 2007 : Guyaume Vollet (Châteauroux)
- 2006 : Guillaume Caucat (Sully-sur-Loire)
- 2005 : Alexis Van Damme (Forges-les-Eaux)
- 2004 : Jacky Boutin (Selongey)
- 2003 : Guilaume Caucat (Pompadour)
- 2002 : Nicolas Bon (Forges-les-Eaux)
- 2001 : Benoît Garnier (Vichy)
- 2000 : Benoît Garnier (Romorantin)
- 1999 : Benoît Garnier (Vittel)
- 1998 : Dimitry Donders (Romorantin)
- 1997 : Antoine de La Rochefoucauld (Le Lion-d'Angers)
- 1996 : Dimitry Donders (Romorantin)
- 1995 : Dimitry Donders (Divonne-les-Bains)
- 1994 : Benoît Garnier (Chantilly)
- 1993 : Benoît Garnier (Romorantin)
- 1992 : Benoît Garnier (Pompadour)
- 1991 : Roch de Cathelineau (Romorantin)
- 1990 : Roch de Cathelineau (Reims)